# Pineus wallichianae
Pineus wallichianae är en insektsart. Pineus wallichianae ingår i släktet Pineus och familjen barrlöss. Inga underarter finns listade i Catalogue of Life.